# Ligne de Zemitāni à Skulte
La ligne de Zemitāni à Skulte est une ligne ferroviaire lettone de 52 kilomètres de long et de 1 524 mm d'écartement construite au XXe siècle pour relier  Riga et Rūjiena.
À l'origine c'était une section de la ligne de Mangaļi à Rūjiena, mise en service en 1937. En 1981 elle fait partie de la liaison Riga – Tallinn. La voie  Zemitāni – Skulte a été réduite à sa longueur actuelle depuis 1996 à cause de la récession économique à la suite de l'effondrement de l'URSS.

## Gares
1. Gare de Zemitāni
2. Gare de Brasa
3. Gare de Sarkandaugava
4. Gare de Mangaļi
5. Gare de Ziemeļblāzma
6. Gare de Vecdaugava
7. Gare de Vecāķi
8. Gare de Kalngale (Carnikavas novads)
9. Gare de Garciems (Carnikavas novads)
10. Gare de Garupe (Carnikavas novads)
11. Gare de Carnikava (Carnikavas novads)
12. Gare de Gauja (Carnikavas novads)
13. Gare de Lilaste (Carnikavas novads)
14. Gare d'Inčupe
15. Gare de Pabaži
16. Gare de Saulkrasti
17. Gare de Ķīšupe
18. Gare de Zvejniekciems
19. Gare de Skulte  (Limbažu novads)